# ريحان
الرَّيْحَانُ أو حبق هو نبات عطري عشبي حولي ينتمي إلى الفصيلة الشفوية. يُستخدم في التزيين والطهي والعلاج. تأخذ صبغة أزهار الرّيحان اللّون الأبيض أو الأرجوانيّ، وهي ذات رائحة عطرة مميزة. ويتراوح لون الأوراق بين اللون الأخضر و البنفسجي وتتفاوت حجم الأوراق بين الكبيرة كتلك التي تشبه أوراق الخس إلى الأوراق الصغيرة التي يصل طولها 1 سم، ويعد الرّيحان من التوابل القديمة شائعة الاستخدام في تحضير الحساء والسلطات وتحسين نكهة الشاي؛ بينما يدخل زيته العطري المستخرج من أوراقه في صناعة العطور والأشربة، كما ويُعد الريحان من الأدوية لكثير من الأمراض في الطب القديم.
يُعتقد بأن أصل الريحان يعود إلى الهند أو أفريقيا، وقد استُنبت لأزيد من 5,000 سنة. حيث عُرِف عند الكُتَّاب الأغريق ديسقوريدوس وثاوفرسطس. واشتهر لاستخداماته في الطهو، بالخصوص في المطبخ الإيطالي، ويلعب دوراً مهماً في مطابخ جنوب شرق آسيا، مثل: إندونيسيا، تايلاند، ماليزيا، الفيتنام، كمبوديا، لاوس وتايوان.
يتشابه طعم أوراق الريحان بعض الشيء مع طعم اليانسون بالاعتماد على نوعه وصنفه، ولكن برائحة فوّاحة لاذعة. كما أن هنالك أنواعاً عديدة من الريحان، بالإضافة للأنواع المتعلقة بها أو الأنواع الهجينة. النوع المستعمل في المطبخ الإيطالي يُسمّى غالباً الرّيحان الحلو أو ريحان جنوة، بينما في مطابخ آسيا كالريحان التايلندي، الريحان الليموني، والرّيحان المقدس. وتكون معظم أنواع الريحان الشائعة سنوية، وبعضها يكون نباتات معمرة في الأجواء الاستوائية الدافئة، كالريحان المقدس والصنف المستولد المعروف بالريحان الأفريقي الأزرق.

## التسمية
للريحان أسماء كثيرة منها: الحوك أو الحَبَقُ أو الرَّيحان الملكي أو ريحان الملك أو الحَوْق أو الجومَر أو الحبق الكرماني أو الحبق الصَعْتَري أو الصعتر الهندي أو الحبق النبطي أو الحماحم أو الريحان الكبير أو شجر الرّعاف أو الحبق البُستاني أو الحبق الريحاني أو البادروح ويُلقّب في أوروبا نبتة القدّيس يوسف أو العشبة الملكية.
الرَّيْحَان، جمعه رَيَاحينُ ومعناه وفقاً لمعاجم اللغة العربية الرّحمة والرِّزق، والرّيحان اسم يُطلق على كل نبات طيب الرائحة، ويُسمّى هذا النبات أيضاً بالحَبق، والفعل حبَقَ يَحبِق، حَبْقًا، فهو حابِق، والمفعول مَحْبوق، ومصدره حبق، ويعني الضّرب بالجريد أو الحبل أو السوط ويأتي أيضاً بمعنى إخراج الريح. أطلق عليه المصريون القدماء اسم ست أو شامو، وأطلق عليه أهل العراق والشام اسم الحبق، وفي الغرب يُسمّى الآس أما في اليمن فيُسمّى الحابي أو الرعاوز. كما يُعرف بعدّة أسماء أخرى، منها: ورق المشموم، ريحان الحماحم، بادروج، حوك، شامسفرم، وتسمى تولسي في الهند.
التسمية الإنجليزية للريحان Basil مُشتقة من الكلمة الإغريقية βασιλεύς (بازيليوس)، والتي تعني المَلُك، حيث ارتبطت مع إحياء ذكرى عيد الصليب الذي يُصادف يوم إيجاد الصليب من قبل القديسة هيلينا. ويقتبس قاموس أكسفورد الإنجليزي توقعات بأن الرّيحان قد يكون استخدم في بعض المراهم الملكية، وعند الاستحمام، وفي الطب. ولازال الريحان يُعتبر ملك الأعشاب من قبل الكثير من مؤلفي كتب الطبخ.

## الأنواع والأصناف
أنواع الرّيحان الأكثر توفّراً تجاريّاً هي غالباً ما تكوّن أصنافاً من الرّيحان الحلو. هناك أكثر من 160 صنفاً مُسمّىً متوّفّراً مع أصناف أخرى جديدة كل سنة وتُضاف غيرها إلى قائمة البيع التجاري.
| قائمة المستنبتات النباتية للريحان | قائمة المستنبتات النباتية للريحان | قائمة المستنبتات النباتية للريحان | قائمة المستنبتات النباتية للريحان |
| صورة                              | الاسم                             | الاسم العلمي | الوصف |
| --------------------------------- | --------------------------------- | --- | --- |
|                                   | ريحان القرفة                      | Ocimum basilicum 'Cinnamon' | للنبات نكهة حارة عطرة، ويحتوي على مركب ميثيل سينامات الذي بدورة يعطيه نكهة تشبه تلك التي في القرفة.                                               |
|                                   | ريحان داكن                        | Ocimum basilicum 'Dark Opal' | هو ريحان طور من قبل جون سكارتشوك وجوزيف لينت في جامعة كونيتيكت، لدى أوراقها لون أرجواني غامق، وفي بعض الأحيان منقطة.                              |
| -                                 | ريحانة نبات الخس                  | Ocimum basilicum 'Crispum' | لدى النبتة الصغيرة أوراق حلوة كبيرة مجعدة، مناسبة للطبخ.                                                                                          |
| الريحان البنفسجي                  | Ocimum basilicum 'Purpurescens'   | | |
|                                   | الريحان الأحمر                    | Ocimum basilicum 'Rubin' | للنبتة أوراق حمراء غير اعتيادية، ولها طعم أقوى من الريحان الحلو، مما يجعلها مناسبة للسلطات وللزينة. وهي تنمو بسرعة ويمكن لطولها أن يصل إلى 70 سم. |
| الريحان القزم                     | Ocimum basilicum 'Minimum'        | تنمو النبتة بشكل مرتب وهي مناسبة للحدائق والأصص الصغيرة.                                                                                         | |
| الريحان التايلندي                 | Ocimum basilicum thyrsifolium     | النبتة قوية ومتراصة، ويمكن أن تصل لأطوال تتجاوز 45 سم، ولها أوراق خضراء ضيقة لامعة مسننة قليلاً، ورائحة شبيهة باليانسون ومقدار ضئيل من عرق السوس. | |
| الهجائن                           |                                   | | |
|                                   | الريحان الأفريقي الأزرق           | Ocimum kilimandscharicum × basilicum 'Dark Opal'                                                                                                 | لا ينتج هذا النوع حبوب خاصة به، ويمكن زراعته بقص عدق. وله رائحة كافور قوية ورثها من الحبق الكليمنجاروي.                                           |
| -                                 | الريحان الطيب                     | Ocimum basilicum X O. americanum | في بعض الأحيان يُباع على أنه الريحان المقدس |
|                                   | ريحان ليموني                      | Ocimum × africanum \ =Ocimum basilicum X O. americanum                                                                                           | ينمو النبات بشكل رئيس في شمال شرقي أفريقيا وفي جنوب آسيا، ويستخدم في المطبخ لرائحته الليمونية.                                                    |
|                                   | الريحان الظفاري                   | Ocimum dhofarence | يستوطن محافظة ظفار في الجزء الجنوبي من سلطنة عُمان.                                                                                                |

- الريحان الحلو
- الرّيحان الكافوري
- الرّيحان النعناعي
- الريحان البرّي
- الرّيحان السّليماني
- ريحان القرفة
- ريحان الليمون
- الريحان الأزرق الأفريقي
- الريحان التايلندي
- الريحان اليوناني
- الريحان الترنجي
- الريحان الحماحمي
- الريحان الطتري
- الريحان الطراطر
- الريحان الحمام
- الريحان القزمي
- الريحان الطويل
- الريحان الظفاري[23]

## الوصف
الريحان شُجيرَة يتراوح طولها من 100سم حتى 150 سم وهي ذات أوراق كثيفة مشابهة لأوراق النعناع وأزهار بيضاء أو بنفسجية، ويتحمل الريحان ملوحة التربة بشكل كبير، إضافةً إلى أنها نبتة بحاجة إلى الري بانتظام والتسميد شهرياً، وهي من النباتات التي تزرع على مدار السنة، كما تحتاج للتقليم وقص الأزهار بشكل مستمر حتى تنمو بشكل جيد، وفي حال عدم تعرضها للجفاف فإنها تعيش لفترةٍ طويلة.

## التركيب الكيميائي
تختلف روائح الريحان باختلاف أنواعها؛ نتيجة احتواء أعشاب أنواع الريحان المختلفة زيوتٍ أساسيةٍ مختلفةٍ، والتي تندمج بنسب مختلفة لعدة سلالات. تشتق رائحة القرنفل القوية للريحان الحلو من المركب الكيميائي العطري المسمى بالأوجينول، وهو نفس المركب الكيميائي لدى نبات القرنفل. وتعكس رائحة الحمضيات لدى الريحان الليموني والريحان الجيري مدى الجزء الكبير الذي تحويه من مركب السترال، والذي يسبب هذا التأثير في العديد من النباتات من بينها الليمون النعناعي، والليمونين، حيث يعطي رائحة قشر ثمرة الليمون. ولدى الريحان الأزرق الأفريقي رائحة كافور قوية بسبب احتواءه على الكافور وكامفين بنسب كبيرة. وتحوي الريحانة التايلندية على نفس المركبات الكيميائية التي تجعل رائحة اليانسون مثل العرقسوس كما أنّها تُسمّى بعض الأحيان ريحانة اليانسون.
يتضمن الجدول الآتي المركبات الكيميائية المساعدة على إنتاج روائح مميزة للعديد من نباتات الريحان، وتعتمد الرّائحة على نسب المركّبات في كل سلالة:
| صورة           | التركيب الكيميائي | الرّائحة المنبعثة                    |
| -------------- | ----------------- | ----------------------------------- |
| سترونيلول      |                   | رائحة لقلقية، ووردية                |
| لينالول        |                   | رائحة الورد، تتواجد أيضاً في الكزبرة |
| ميرسن          |                   |                                     |
| بينين          |                   |                                     |
| أوسيمن         |                   |                                     |
| تربين          |                   |                                     |
| ليناليل أسيتات |                   |                                     |
| فينيل خلات     |                   |                                     |
| 1,8-سينول      |                   |                                     |
| ميثيل يوجينول  |                   |                                     |
| ميثيل تشافيكول |                   |                                     |
| الأوجينول      |                   |                                     |

وبناءً على التركيب الكيميائي، يُمكن تقسيم الريحان إلى 4 مجموعات:
1. الريحان الفرنسي، يحتوي على كميات أقل من الفينولات.
2. الغريبة، تحتوي على ميثيل تشافيكول بنسب (40–80%).
3. سينامات الميثيل - إيثر 90%
4. الأوجينول[24]

### تشكيلات الروائح
- 1,8-سينول
- بيرغامتون
- الأوجينول
- ينالول
- ميثيل تشافيكول
- ميثيل سينامات
- ميثيل يوجينول
- فينيل بروبانويد
- أوسيمن

## التَّاريخ
اكتشـف الريحان في الألفية الخامسة قبل الميلاد، وعُرف الريحان كدواء له خصائص كثيرة في الطب القديم، وذُكر في كتب التراث العربي نباتاً عطرياً له قيمة طبية علاجية، ونباتا تزيينياً تسهل زراعته في الحدائق المنزلية أو العامة. ولقد قال عنه ابن سينا: «ينفع من البواسير طلاءً بعد أن يُدقّ طازجاً أو يؤخذ دهنه ويصير مرهماً فإنه نافع للنفخ العارض للمعدة». قيل عنه في الطّب القديم: إن شمّه ينفع الصداع، وهو يجلب النوم وبذره حابس للإسهال الصفراوي ومُسكّن للمغص، ومُقوٍّ للقلب ونافع للأمراض السوداويّة»، وقيل أيضاً: «زهرته منشطة ومهضمة وهي أحسن ما يوصى به لتمدد المعدة وارتخائها، ويؤخذ نقيعها، وأخذ نقيع الأوراق والأزهار بارداً ينمع القيء وساخناً يمنع المغص». وذكر ابن قيّم في كتابه الطب النووي: «إنه نبت طيب الريح». وقال ابن الجوزي: «إنه حار يابس، فوي التحليل لما في الدماغ من الفضول البلغمية والصداع البارد».
استعمل الريحان لقرون كمركب هام في الأيورفيدا، كما استعمله الأوروبيّون في القرن السابع عشر الميلادي الريحان لعلاج نزلات البرد والثآليل والبثور والديدان المعوية، وأيضاً زرعه الفرنسيون داخل منازلهم لطرد الذباب والحشرات.
ذكر الأطباء القدماء من فوائد الريحان الطبية أنه إذا استُـنشق حلّـل ما في الدماغ من الرطوبة الفاسدة وأخلاط الصدر، وإذا شرب ماؤه أزال اليرقان وانحباس الدم حيث كان، وإذا نثر مسحوقه على الجرح ساعد في التئامه، وإذا دلّك الجلد به في الحمام نعَّم البشرة، وأزال الأوساخ.

## الزِّراعة
يُزرع الريحان في الأماكن المشمسة، ويكون موسم زراعته في منتصف فصل الربيع، حيث تبذر الحبوب مباشرة وتنمو بسهولة في تربة الأماكن الدافئة، مع تجنّب تعرضه للثلوج أو الصقيع حتى نبات أول أربع أوراق منه، كما يمكن أخذ شتلات منه وزراعتها في أماكن أخرى. وتتسبب التربة الباردة أو درجات الجو الباردة بإعاقة نمو الريحان، وفي درجة 10 مئوية يمكن لأوراقه أن تتدمر وتسود. وينمو بشكل ممتاز في درجة حرارة تبلغ على الأقل 21 درجة مئوية، وستبرعم البذور في غضون 5-7 أيام، ويفضل الريحان الأماكن المشمسة، وتربة خصبة مزودة جيداً بمواد عضوية وكمية وافرة من المياه. وتتسبب التربة السيئة غير الوافرة بمواد غذائية بنمو بطيء للريحان ورائحة غير قوية. وبمجرد نمو النباتات تشذب الأوراق العليا لتسمح بنمو العديد منها، ويمكن الحصاد المتكرر للأوراق الخارجية للريحان طيلة عمر النبات.
يُزرع الرّيحان بكثرة في الدول الأوروبية وبلاد الشام ومصر لاستعماله في الطهي. وكذلك على امتداد الساحل الغربي لشبه الجزيرة العربية، إذ يعتبر الريحان من النباتات العطرية الموجودة على امتداد البلاد العربية.

## التربية والتّكاثر
أغلب أنواع الرّياحين المُستعملة للزراعة المنزلية والزّينة هي أصناف من فصيلة الريحان الملكي، ولكنّ هناك أنواع أخرى تنمو منزليّاً، وغيرها من الأنواع الهجينة. الرّيحان غالباً ذو أوراق خضراء وبعض الأنواع الأخرى تكون أوراقها بنفسجية. يتراوح طول الرّيحان بين 30 إلى 130 سم ويبلغ طول أوراقها بين 3-11 سم، وعرضها من 1-6 سم. تكون أزهاره بيضاء اللّون وتميل أحياناً إلى اللون البنفسجي والأخضر، وتنتشر بشكل أعذاق على أطرافه. وخلافاً لمعظم نباتات العائلة الشّفوية فإن أسدية الريحان الأربعة والمتاع ليسا منحصرين في شفة البتلة ولكن على الحرف السّفلي منها. بعد عملية التلقيح الحشري تسقط البتلة والأربع فُقيّرات داخل كأس الزّهرة.
الرّيحان حسّاس للبرد وينمو بشكل أفضل في الأجواء الحارّة والجافّة. وتتخذ سلوك النّبات الحولي عند عدم وجود تغيّر في البرودة. بسبب اشتهار الريحان فإنّه يُستزرع في العديد من الدّول من مختلف أنحاء العالم. مناطق الإنتاج تتركّز في دّول منطقة الشّرق الأوسط ذوي المناخ المعتدل، وغيرهم من ذوي المناخ شبه الاستوائي.
تُستعمل طريقة النّثر لزراعة الرّيحان في أوروبا الشّمالية، وكندا، وفي الولايات الشمالية من الولايات المتّحدة، وفي الجزيرة الغربية من نيوزلاندا، حيث تُنثر بُذوره في أصيص من الخثّ تحت لوح زجاجي، ثُمّ يُزرع في أواخرالرّبيع وبدايات الصّيف عند احتمال وجود صقيع. وبالإمكان أيضاًَ نثرها في التّربة فور توقّف الصقيع وارتفاع درجة الحرارة. وتنمو بشكل أفضل في التّربة المُجففّة جيّداً والمتعرّضة للشمس.
بالرّغم من كون الريحان نباتات خارجية، إلا أنه بالإمكان زراعته داخليّاً في أصيص، وكأغلب الأعشاب، فإنه ينمو بشكل أفضل عند وضعه على عتبة النّافذة مواجهاً للشمس. وفي بعض الأحيان تُستعمل الدّفيئة الزراعية لزراعة الرّيحان فيها، كما أن باستطاعة الرّيحان النّمو في القبو تحت أضواء مصباح الفلوريسنت.عند ذبول أوراق الريحان نتيجة الجفاف أو عدم تعرّضها للماء بصورة كافية فإنها ترجع نضرة بِرَيّها ووضعها في مكان مُشمس. كما أن الأوراق الصّفراء أسفل النّبتة تعمل بمكانة المقياس لاحتياج النّبتة للماء، غالباً ما يشير هذا الاصفرار إلى اكتفاء النّبتة من الماء وحاجتها إلى تقليله أو زيادة أو تقليل السّماد. في المناخات الحارّة مثل مناخ شبه الجزيرة العربية وأوروبا الغربية، والولايات الغربية من الولايات المتّحدة، وشمال نيوزلاندا، وأستراليا، فإن الرّيحان ينمو جيّداً بزرعه خارجاً وحتى في فصل الصيف بشرط ريّها بانتظام. ولكنّه يموت عند وصوله إلى درجة التّجمد. بإمكان الريحان النّمو والتّكاثر أيضاً بقطعه من سيقانه ووضعه في الماء لمدّة أسبوعين أو ما نحوه حتى تنمو جذوره.
عندما تنمو براعم الزّهور أعلى إحدى سيقان الرّيحان فإن إنتاج الأوراق يتوقّف على الساق ذاتها، وتبدأ بالتخشّب وينخفض إنتاج الزّيوت الأساسية. لمنع ذلك يُمكن لبُستانيّ الرّيحان قطع أي برعمة للزهر قبل اكتمال نموّها. ولأن تبرعم الأزهار ونموّها يؤثر بشكل كبير على إنتاج النّبتة للأوراق فإن بعض السيقان قد تُقطع لزيادة إنتاج الأوراق، بينما تبقى بعض البراعم للزينة أو الحصول على البذور.
فور السّماح للنبتة بتبرعم الأزهار، فإنها قد تنتج قرون من البذور تحتوي بذوراً سوداء صغيرة، والتي تُحفظ لتزرع في السّنة القادمة. اقتلاع أوراق الرّيحان يُعزز يُساعد على نمو النّبتة بشكل أكبر لأن النّبتة تتفاعل بتحويل الغذاء القادم إلى الأوراق المقتلعة إلى الأوراق جديدة النّمو أعلى السّيقان.

### الزراعة المُرافقة

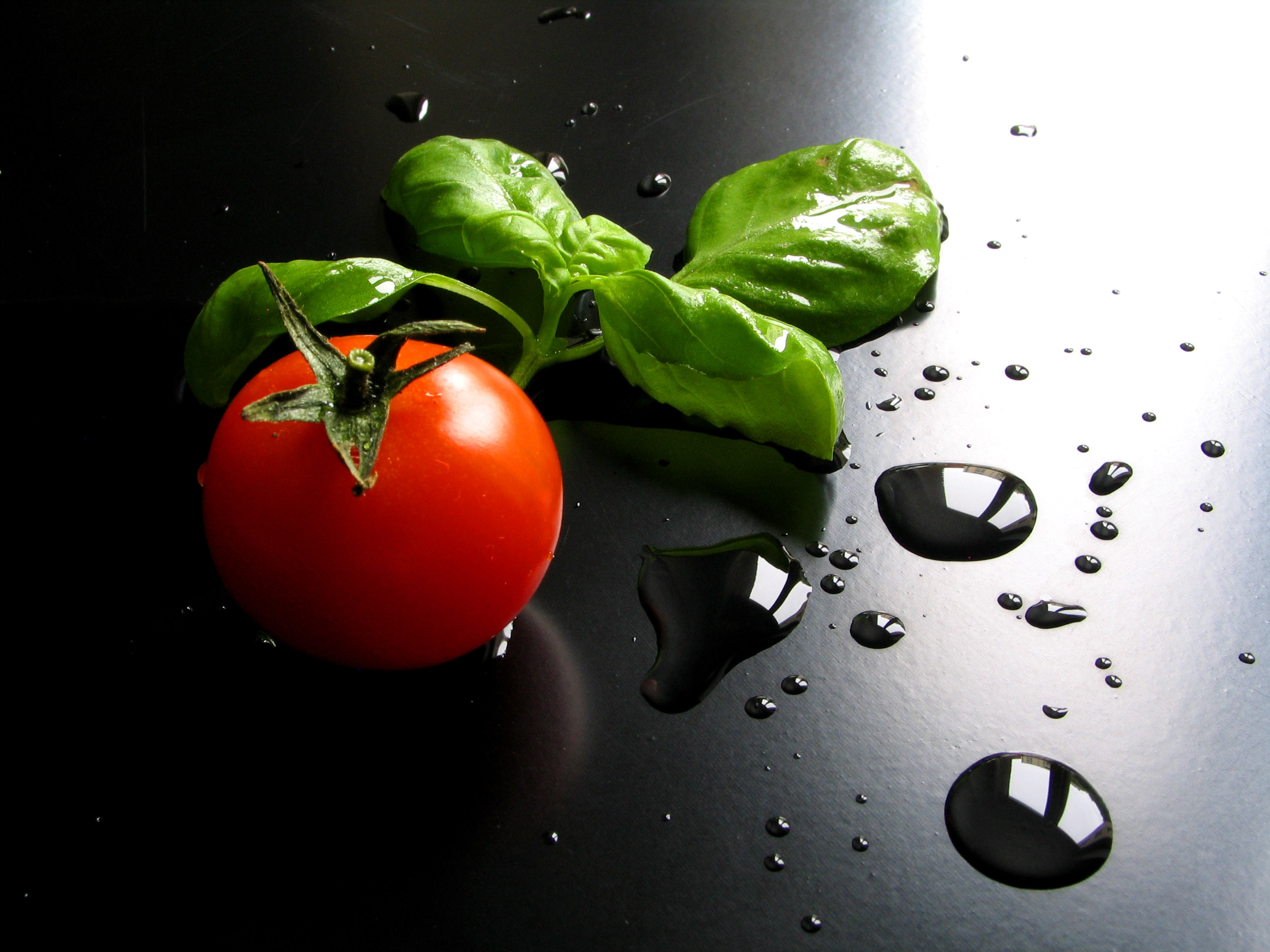
يعد الريحان أحد أبرز الباتات التي تٌزرع بجانب الطماطم، وهنالك ادعاءات تقول بأنه يُحسن من طعم الطماطم.

يعد الريحان نباتاً مرافقاً شائعاً يُنصح بزراعته بجانب الطماطم. وهنالك إدعاءات شائعة بأن الريحان يقوم بردع الآفات، ويحسن طعم الطماطم، ولكن في تجربة التذوق العمياء، لم يحرز الريحان أي تأثير ذو ملحوظية كبيرة على طعم الطماطم عندما يزرع بجانبه.

### الأمراض
يعاني الريحان من عدة أمراض تصيب النبات وقد تؤدي لقتل المحصول وتقليل الإنتاج. ويمكن لمرض الذبول المغزلاوي الفطري الذي ينتقل عبر التربة قتل نباتات الريحان الصغيرة. ويمكن لفطريات بيثيوم التسبب بقتل الشتلات بإصابتها بمرض موت البادرات المفاجئ.
ويعد مرض الأوراق الشائع العفن الرمادي الذي تسببه فطريات بوتريتيس سينيريا بالعدوى بعد الحصاد، وهو قادر على الفتك بكامل نبتة الريحان. ويمكن رؤية بقع سوداء على أوراق الريحان عندما يكون مصاباً بفطريات تنتمي لجنس Colletotrichum.
تسببت إصابة الريحان بمرض البياض الزغبي من قبل Peronospora belbahrii، بمشكلة هائلة للمزارعين المنزليين وللمنتجين على الصعيد الاقتصادي، وتم الإبلاغ عن المرض لأول مرة في عام 2004م في إيطاليا. وتم الإبلاغ عنه لأول مرة في الولايات المتحدة في عام 2007م و 2008م وهو منذ ذلك الحين في تزايد مستمر في الانتشار، والتوزيع، والأهمية الاقتصادية.

## الأبحاث
أظهرت الأبحاث بأن الزيت الأساسي له خصائص مضادة للفطريات والحشرات، بما في ذلك سُمية محتملة للبعوض.

## الاستعمال

### في الطبخ

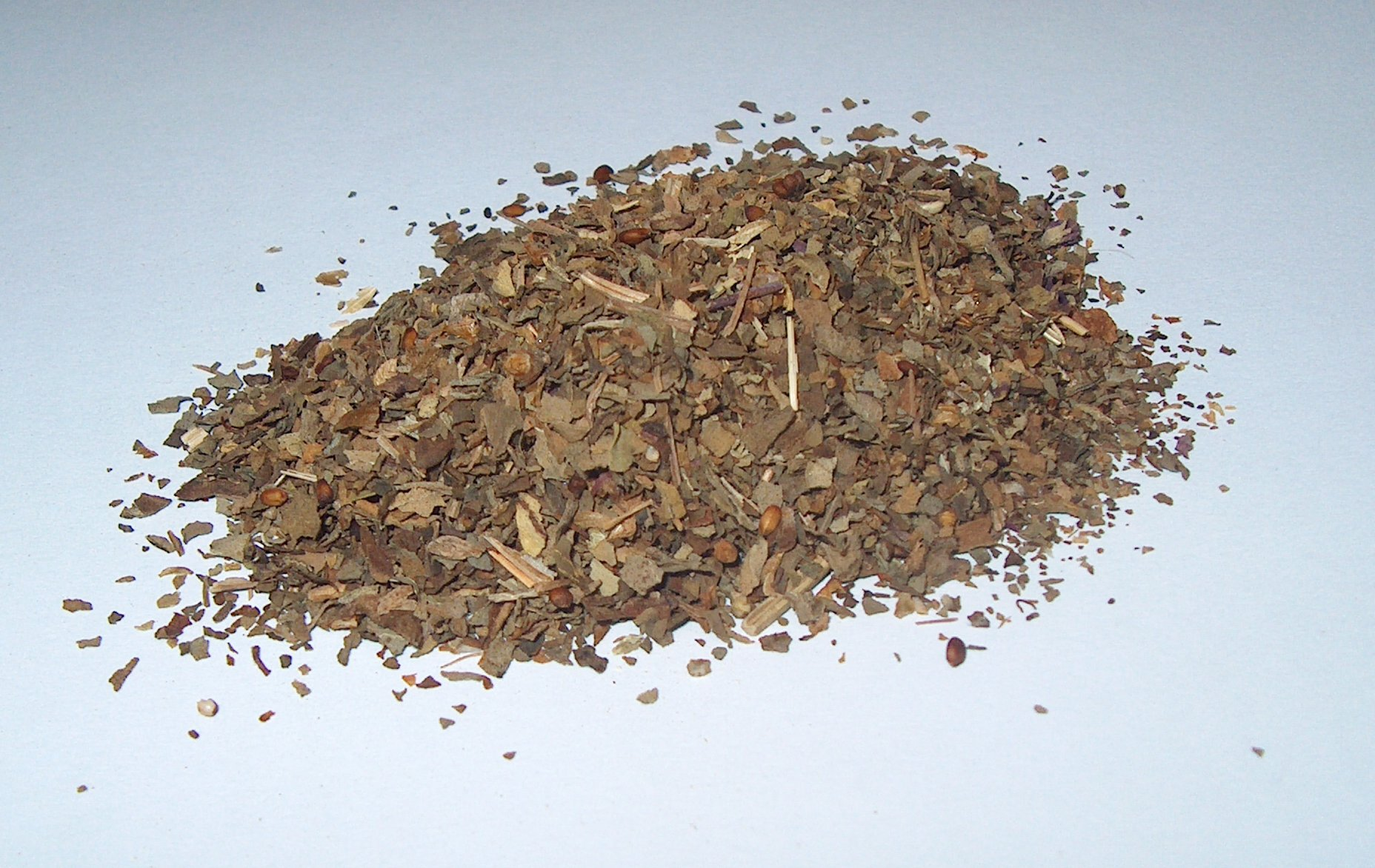
أوراق ريحان مجففة.

يُعتبر الرّيحان شعاراً للمطبخ المتوسطي، وعلاوةً على ذلك فهو يُستخدم في الكثير من الأطباخ الجنوب شرق آسيوية وفي بعض الدّول الأوروبيّة حيث يُستخدم في تحضير صلصات الباستا والبيتزا كصلصة البيستو الإيطالية وكذلك يدخل الرّيحان في السلطات وبعض الأطباق الرئيسية مع الدجاج، السمك والبيض، أو مع الباذنجان، الكوسا، الفليفلة والطماطم، بالإضافة إلى بعض أنواع الأجبان كالريكوتا، الموزاريلا وجبن الماعز. أوراق الرّيحان هي إحدى التّوابل الجّيدة بسحقها جافةً وإضافتها في الأغذية حيث تدخل أوراقه في السلطات ويدخل كثيراً في عمل الحساء، وتتبيل اللحوم والسجق والأسماك؛ كما يستخدم الصينيون أيضاً الريحان طازجاً ومجففاً في أطباق الحساء، وأطعمة أخرى. ويضيف التايوانيون أوراق الريحان الطازجة لتغليظ الحساء، وأيضاً يتناولون الدجاج المشوي بإضافة ريحان مشوي على نحو عميق. ويُنقع الريحان -في أغلب الأحيان الريحان التايلندي- في قشطة أو حليب لجعل المذاق ألذّ في المثلجات أو الشوكولاتة (كالكمأة). ويُضاف إلى استخدام أوراق الريحان في الطب، وقد تستعمل براعم أزهار الرّيحان بدلاً من الأوراق أيضاً؛ لاحتوائها مذاقاً ملائماً أكثر وكونه أكثر صلاحيّة للأكل، وكذلك الاستفادة من البذور بنقعها في الماء، لتصبح هلامية، وتستخدم في الأشربة والحلويات الآسيوية كشراب البلنكو والشّربات؛ حيث يُستحلب 40-50 غراماً من الفروع المزهرة في ليتر من الماء الساخن في درجة غليان لمدة 15-20 دقيقة، ثم يصفى ويحلى ويُضاف إليه بضع نقاط من عصير الليمون الحامض ويُشرب.

#### التخزين
يُستخدم الريحان طازجاً في الأطباق المطبوخة، وذلك لأنّ طبخه يُفسد مذاقه ويُحرر زيوته الطيّارة، ويُعطيه اللون الأسود وكذلك عندما يمزج مع بعض المكوّنات كالطماطم. يمكن تخزين أعشاب الرّيحان لمدة قصيرة بتغليفه بقماشة رطبة في كيس من البلاستيك، غالباً لا تتجاوز مدّة حفظه في الثلاجة أربعة أيام حتى يبدأ بالذّبول والاسوداد. وبالإمكان أيضاً تجفيف الأوراق ووضعها في إناء زجاجي محكم الغلق في مكان بارد وجاف ومظلم وتظل صالحة لمدة 6 أشهر. يفقد الريحان مذاقه سريعاً بعد غليه أو تجفيفه، والمذاق المتبقي يكون مختلف جداً، حيث يكون الكومارين ضعيفاً جداً كالتبن.

### العطارة
يستخدم الرّيحان في صناعة العطور حيث يُستخرج زيت الرّيحان العطري من أوراقه وقمم أزهاره بالتّقطير بالبخار، ويدخل زّيت الرّيحان العطري في صناعة العطور والملطّفات، وتنكيه اللحوم والمنتجات المخبوزة والصلصات والحلوى وغيرها؛ ويُستخدم زيته العطري أيضاً لتعطير الملابس والأثاث حيث يوضح داخل الملابس وبين ثنايا الفرش. وفي الولايات المتحدة عملت شركات على زراعته لاستخلاص زيته العطري بشكل تجاري.

### الطب
يُعد الرّيحان في الطّب الحديث مضاداً للتشنج ومُنبّهاً هاضماً، إضافةً إلى استخدامه في صناعة معاجين الأسنان. الجزء شّائع الاستخدام من النّبات هو أوراقه وأحياناً بذوره وبراعم زهراته وذلك لاحتواء الأوراق على الزيت العطري الطيار الموجودة به مادة الكافور واللينالول فتستخدم أوراقه المنقوعة أو المغلية لعلاج الكثير من الأمراض، ومنه مستحضرات كثيرة تستخدم على نطاق واسع لتطبل البطن والشبع ولتنشيط الشهية ولتحسين عملية الهضم وكمدر للبول. كما يستخدم الطب الصيني الريحان على نطاق واسع لعلاج مشاكل الكلى وتقرحات اللثة، وفي الطب الهندي يُستخدَم الريحان لعلاج آلام الأذن والمفاصل والأمراض الجلدية والملاريا. ولأن الريحان يحتوي على نسبة من مركب الإستراجول فيُنصَح للنساء الحوامل والأطفال تحت سن الثانية باجتنابه وعدم استعماله.
- الجهاز الهضمي: يُستخدم الرّيحان لتهدئة الجهاز الهضمي وتقويته وعلاج حالات القيء الشديد بخلط عصيره مع عصير الزنجبيل والعسل. ومضغ بعض أوراق الريحان قبل وجبة الأكل يفتح الشهية.[24] وشربه مغلياً بعد الوجبة يساعد على هضم الطعام، ويقلل الغازات والانتفاخات.[14]
- الجهاز الهيكلي: يُستخدم زيت الريحان في النطاق الشعبي لتخفيف آلام الروماتزم والبرد واحتقان المفاصل وآلامها والإجهاد.[25]
- البشرة والشعر: للرّيحان فاعلية في علاج حب الشباب والبثور، وتفتيح لون البشرة وتقوّية فروة الرأس وتطهيرها وعلاجها من الأمراض الجلدية، كما تساعد في إزالة القشرة من الرأس، وتقوّي بصيلات الشعر وتمنع تساقطه؛ لهذا فهي تساعد في تكثيف الشعر وتطويله. كما يستخدم منقوع ورق الريحان لمنع تساقط الشعر.[11] تُستخدم أوراق الريحان كمطهّر عام ضدّ الجراثيم والبكتيريا وعلاجاً للّدغات والعضّات والجروح والحروق. تحتوي بذور الريحان على مواد شبيهة بالمضادات الحيوية، والتي تفيد في الوقاية والتداوي من الانتانات الجلدية، وتسرع في شفاء الجروح الجلدية الصغيرة، ولذا فقد اشتملت بعض المراهم الجلدية على مستخلصات من الريحان. يؤخذ 150 غراما من الريحان المجفف، وينقع في لتر من الماء الساخن بدرجة الغليان ويصبر عليه ليستحلب مدة 20 دقيقة، وتعصر الأوراق، ويصفى الحاصل، ويفرك به فروة الرأس مرة في اليوم لمنع سقوط الشعر.[20]
- الجهاز التنفسي: للريحان دور في التّخلّص من البلغم. ويُمكن استخدام الريحان كعلاج للحمّى، بغلي أوراقه في الماء مع الحليب والسكر، ثمّ عمل كمّادات للجسم لمدّة ثلاث ساعات أو لعلاج التهابات الحلق ونزلات البرد والسعال بشرب مغلي الأوراق.
- الدماغ: يمنع أمراض والتهابات العين الموسمية والدمامل، وذلك لغناه بفيتامين أ اللازم لصحة العين. كما يعالج حالات ضربة الشمس والدوران والصداع. ويُستخدم علاجاً للصداع النصفي، وذلك بوضع مقدار ملعقة من مسحوق الريحان المجفف في كوب به ماء مغلي، ويترك لمدة 10 دقائق، ثم يصفى، وبعد أن يبرد تغمس قطعة قماش فيه وتوضع على الجبهة والأصداغ، أو يوضع بضع قطرات منه على قطعة قماش ويستنشق كسعوط.[24]
- المناعة: تقوي الجهاز المناعي في الجسم، يحتوي الريحان على فيتامين أ، ولكنه موجود في صورة غير نشطة ويسمى بيتا كاروتين الذي يتحول إلى فيتامين A والبيتا كاروتين تعتبر مادة قوية مضادة للأكسدة، وهي أقوى فعالية من فيتامين A حيث أنه يحمي الكثير من الأعضاء.[24]
- الرضاعة: ومن فوائده ما أوصى به خبير الأعشاب الفرنسي موريس مسيجيه من صنع شاي مُعَـد من الريحان، لإدرار المزيد من اللبن لدى الأم المرضع،[14][20] وأيضاً تتناوله قبل الدورة الدموية وبعدها لتعزيز الدورة الدموية.[14]
- الجهاز الدّوري: وأيضاً الأوعية الدموية ويمنع ترسب الكوليسترول في الأوعية الدموية وبالتالي يحمي القلب من أمراض كثيرة مثل تصلب الشرايين و الذبحة الصدرية.[24] وتقوم مادة البيتاكاروتين بتقليل أخطار الإصابة بـ الأزمة القلبية وهشاشة العظام والروماتيزم، ويحتوي الريحان على عنصر الماغنسيوم الذي يدعم عضلات القلب و الأوعية الدموية والذي ينظم معدل ضربات القلب و أيضاً يحتوي على عناصر غذائية مفيدة مثل الكالسيوم والحديد والبوتاسيوم وفيتامين C.[24]
- العلاج: لعلاج التشنج والخفقان والرجفة تنقع زهرة الريحان بالماء المغلي لفترة، ثم يؤخذ من النقيع مقدار ملعقة يضاف إلى كوب ماء ويشرب بعد كل وجبة. لعلاج تسوس الأسنان: تُسحق بذور الريحان وتغلى ويتمضمض بها لقتل جرثومة نخر الأسنان. لعلاج البرص والبهاق يحرق ورق الريحان ويسحق ويدهن بها أماكن البرص والبهاق بهذا المسحوق. لعلاج البواسير يُدق ورق الريحان ثم يضاف اليها بعض الماء، ثم يمزج بزيت الورد، وتدهن منطقة البواسير. يُساعد حب الريحان في علاج التهاب المسالك البولية وانحباس البول (أو قلته) ويفيد في علاج ورم الحالبين، كذلك.[20] يؤخذ من 2 إلى 3 فناجين يومياً بعد الطعام لمعالجة: التعب العصبي، الصداع النصفي وآلام الرأس، التشنجات العصبية، المغص والإسهال، وعسر الهضم وضعف المعدة، ابتلاع الهواء والتشنجات المعوية، السعال، الأرق، القيء، الدوار والغثيان.[20] تؤخذ قبضة من الفروع المزهرة وتغلى مدة ثلاث دقائق في لتر من الماء، ويصبر عليها بعض الوقت للاستحلاب، ثم يصفى ويحلى ويشرب باردا على جرعات طوال النهار لمعالجة: الحميات والكريب (الأنفلونزا).[20] يؤخذ 20 جراما من الريحان، ومثلها من الزعتر، وتنقع في لتر من الماء الساخن بدرجة الغليان، ويصبر عليها 10 إلى 15 دقيقة للاستحلاب. ويصفى ثم تضاف إليه ملعقتان كبيرتان من عسل النحل ويؤخذ على جرعات: كل نصف ساعة ملء فنجان قهوة، لمعالجة السعال الديكي الشاهوق.[20] يُؤخذ 50 غراماً من الريحان ويضاف إلى لتر من الماء ويوضع فوق نار هادئة [ِ 6] حتى البدء بالغليان، ثم تطفأ النار ويصبر عليه، مدة 10 إلى 15 دقيقة، ويضاف إليه، بعد تصفيته، ملعقة صغيرة من السكر ويغرغر به للقضاء على كل التهاب في الحلق (أوجاع الحلق، بحة، التهاب اللوزتين، خنّاق..).[20]

 تؤخذ قبضتان من الريحان وتغليان في لتر من الماء مدة خمس دقائق وتطفأ النار ويصبر عليه مدة خمس دقائق أخرى، ثم يعصر ويصفى، ويستعمل غسولا لالتهابات اللثة والفم وللقلاع. تؤخذ قبضة كبيرة من أوراق الريحان وتجفف وتسحق ناعما ثم تستعمل نشوقا مفيدا في معالجة: التهابات الأنف والشعب التنفسية، فقدان حاسة الشم، الزكام اللزج، والصداع. تؤخذ أوراق من الريحان النضرة وتعصر ويقطر من عصيرها في الأذن الملتهبة.

### العمارة
يعد الريحان عنصراً ممتاز جداً ليضفي لمسات جمالية على التصميم الداخلي، حيث يوضع في إناء أو أصيص في فناء أو شرفة أو في حديقة المبنى. وقد استخدم الريحان لتزيين قصر حاكم مملكة غرناطة السابع أبو الحجاج يوسف الأول، حيث خصص في هذا القصر بهو خاص يسمى بهو الريحان فيه بركة مستطيلة الشكل تحفّها أشجار الريحان.

## الارتباطَات الثّقافيَّة

### الأدب
عُرف الريحان لدى العرب منذ القدم من أبيات الشعر التي غُنيت فيه، ومما قيل في وصفه:
وقال مؤيد الدين الطغرائي فيه:
قال النَّمِر بن تَوْلَب:

قالب ابن المعتز واصفاً قضيباً من الرّيحان:

قال ابن وكيع في الريحان الترنجي:

ومن محاسن أبي القاسم بن العطار في الريحان الحماحمي:

وأيضاً قوله:

وأنشد ذو الوزارتين الشهابي أحمد بن الخلوف في الريحان الطراطري:

ومن غزل السري الرفاء قوله في الريحان الحمام:

قال ابن عبد ربه:

ومن خط ابن حجة قوله:

وقال ابن المعمار:

ومما قال عنه صفي الدين الحلي:

وقول ابن تميم:
كما ذَكر الرّيحان في عدّة أمثال عربية، منها: «زي اللي جابو الريحان للحمار علشان يشمه قام أكله بفمه».

### العادات والتّقاليد
رددت ذكره بعض الأغاني الشعبية ومناسبات الأفراح، واستثمر الناس هذا النبات في كلامهم شعراً ونثراً، ورمز بعض الشعراء للمحبوبة بـ ''الريحانة''. يُستخدم الريحان في منطقتي الباحة وعسير كجزء من الزينة لدى النساء في مناسبات الأفراح مثل الزواجات والأعياد، حيث يوضعن في ؤروسهن وحلوقهن أغصان الريحان الزكية الملونة، كما كانت زراعته محط اهتمام لدى المنطقة وللريحان سوق كبير في عسير، ويُستخدم في محافظة القطيف للزينة لدى النساء حيث يضعنه في شعورهن مع الورد المحمدي، كما يشتهر استخدام النّساء للرّيحان في الخليج العربي كعطر للجسم، ويُطلق عليه اسم المشموم، وكان يُتغنَّى به في أبيات الشعر الشعبي وتزين به البيوت والمجالس.

### الأديان

#### الإسلام
ذٌكر الريحان مرّتان في القرآن الكريم: في سورة الواقعة ﴿تَرْجِعُونَهَا إِنْ كُنْتُمْ صَادِقِينَ ۝٨٧ فَأَمَّا إِنْ كَانَ مِنَ الْمُقَرَّبِينَ ۝٨٨ فَرَوْحٌ وَرَيْحَانٌ وَجَنَّةُ نَعِيمٍ ۝٨٩﴾ [الواقعة:87–89] وفي سورة الرحمن ﴿وَالْأَرْضَ وَضَعَهَا لِلْأَنَامِ ۝١٠ فِيهَا فَاكِهَةٌ وَالنَّخْلُ ذَاتُ الْأَكْمَامِ ۝١١ وَالْحَبُّ ذُو الْعَصْفِ وَالرَّيْحَانُ ۝١٢ فَبِأَيِّ آلَاءِ رَبِّكُمَا تُكَذِّبَانِ ۝١٣﴾ [الرحمن:10–13]. قال القرطبي في تفسير الريحان الواردة في الآية: «إن كل بقلة طيبة الريح سميت ريحاناً لأن الانسان يراح لها لرائحتها الطيبة». وعرّف في الصحاح بأنه الرزق فتقول: «خرجت أبتغي ريحان الله».
وذكر النبي محمد الرّيحان في الحديث أنه قال: «من عرض عليه ريحان فلا يرده فإنه خفيف المحمل طيب الرائحة». كما يُطلق المسلمون لقب الرّيحانتين على حفيدي النبي محمد الحسن والحُسين، فيُلقّبانهما بريحانتي رسول الله؛ فبحسب بعض المعتقدات أن النبي محمّد قال: «إن الحسن، والحسين هما ريحانتاي من الدنيا». وقال النبي محمد أيضاً: «...ومثل المنافق الذي يقرأ القرآن مثل الريحانة ريحها طيب وطعمها مر ومثل المنافق الذي لا يقرأ القرآن كمثل الحنظلة ليس لها ريح وطعمها مر».

#### الهندوسيّة
تشتهر زراعة الريحان في بلاد الهند حيث يُشكّل الريحان جزءاً هاماً من الثقافة الهندية والهندوسية، ويسمّونها عشبة السعادة. حيث تعبد بعض الأسر الهندية الريحان في الصباح والمساء كأحدى التقاليد المنتشرة لديهم.

## مَعرض صُوَر

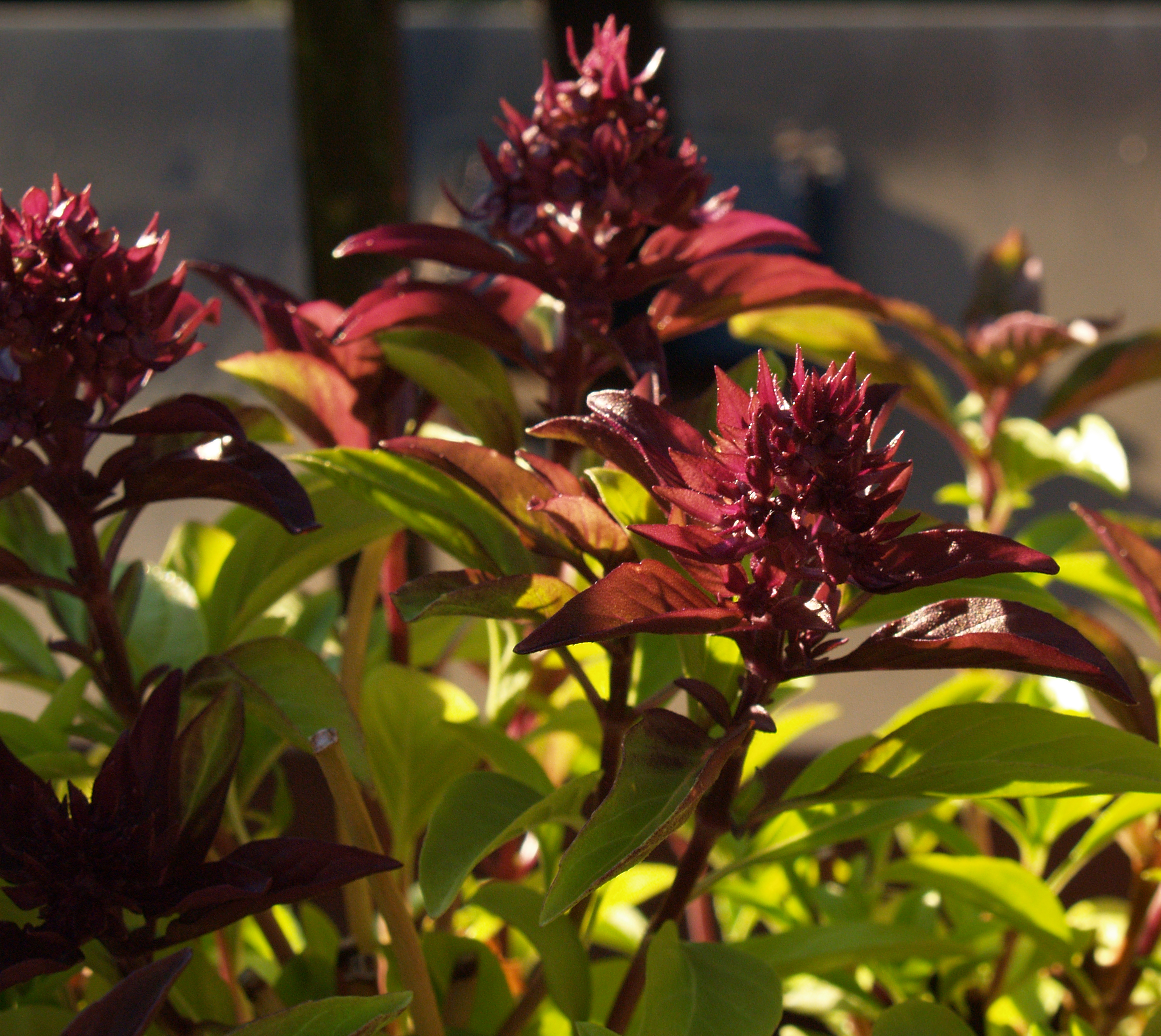
ريحان تايلندي
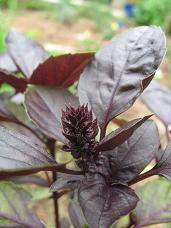
الريحان الأحمر
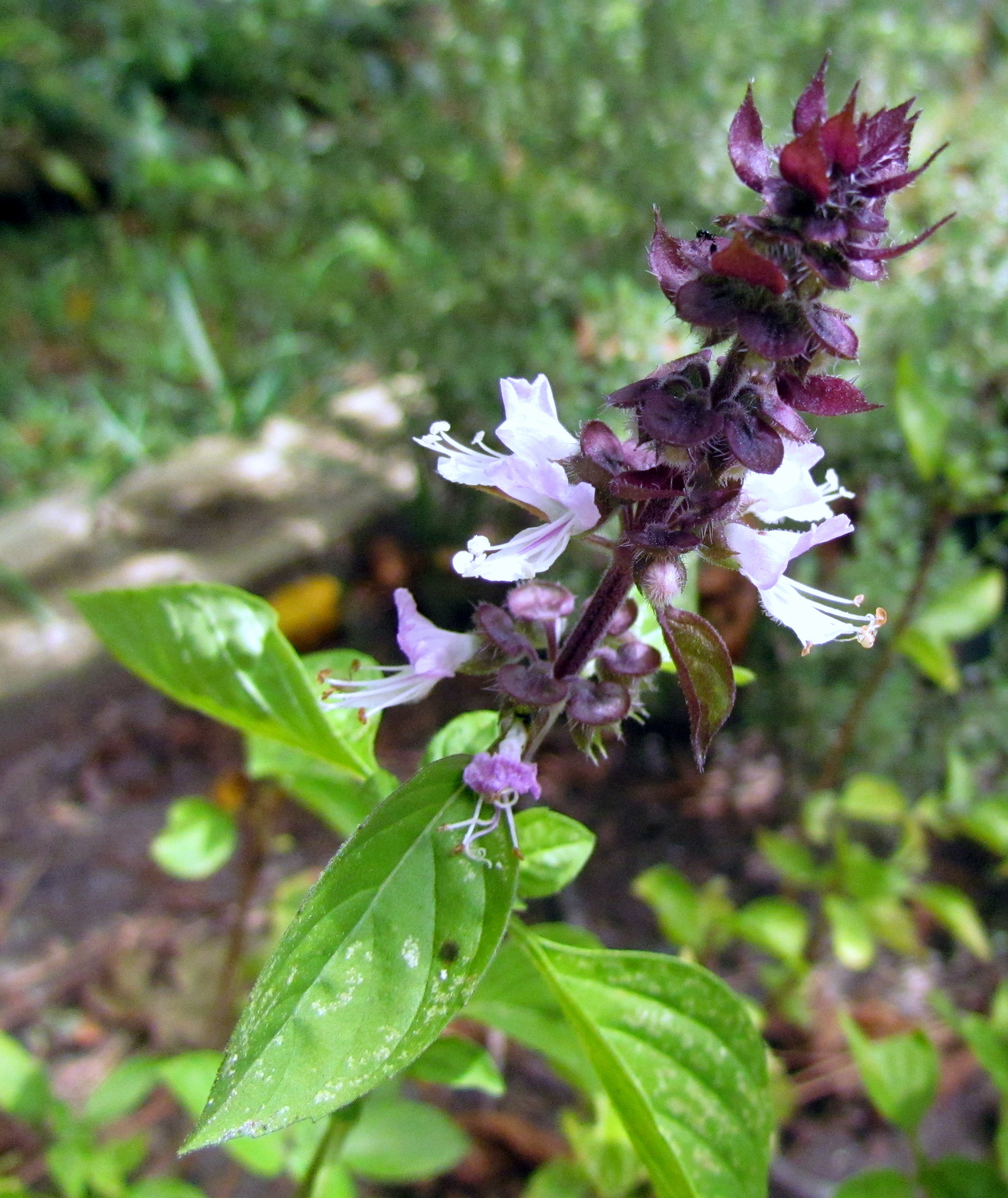
ريحان القرفة
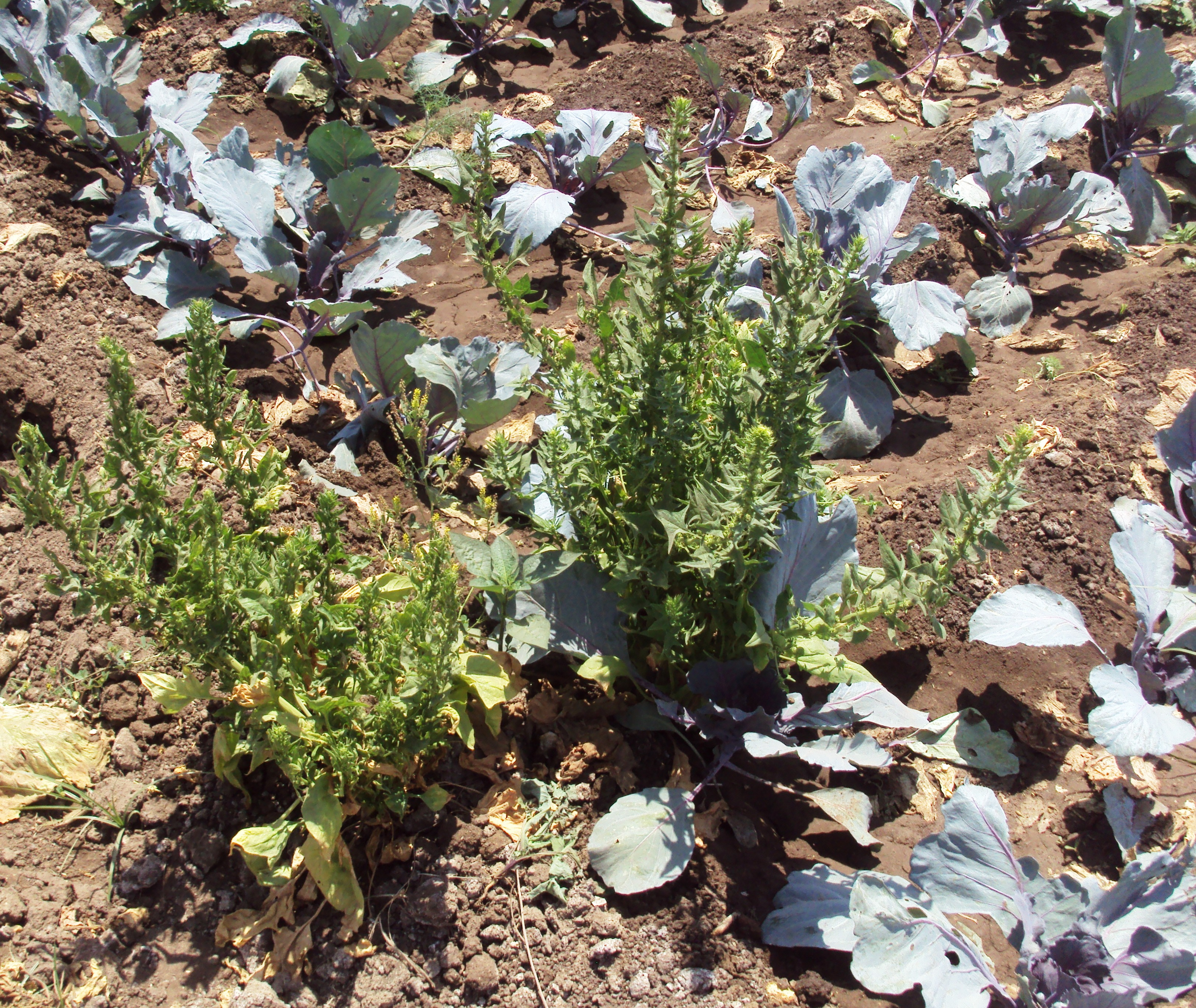
نبات الريحان بأحد الحقول المصرية متداخلًا مع نبات الكرنب.
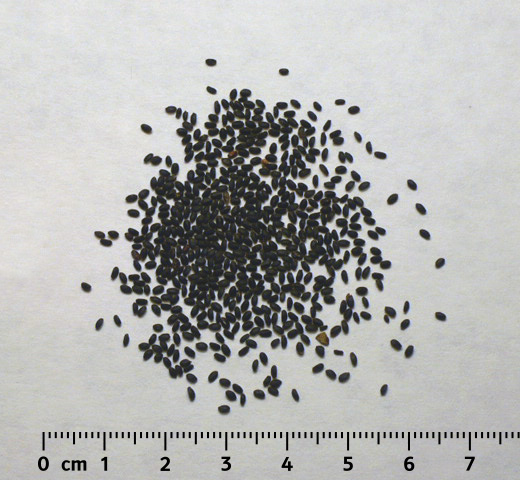
بذور الريحان.

## انظُر أيضاً
- طارد الحشرات.
- نعناع.
- حبق.
- أبو الريحان البيروني.

## مُلاحَظات
1. ↑  باللاتينية: (O. basilicum var. thyrsiflora)
2. ↑  باللاتينية: (O. × citriodorum)
3. ↑  باللاتينية: (Ocimum tenuiflorum)
4. ↑  في الإغريقيّة القديمة، الرّيحان هو ῴκίμον (كِيْمُان).
5. ↑  لا يوجد ذكر للريحان في المصادر الأقدم من كتابيّ Eusebius of Caesarea, Socrates Scholasticus وَ Sozomen.
6. ↑  انظر كمثال: "الرّيحان، ملك الحديقة العشبية (بالإنجليزية: Basil, king of the herb garden)‏بالإنجليزية: Basil, king of the herb garden
)بالإنجليزية: Basil, king of the herb garden
)". نسخة محفوظة 06 مارس 2016 على موقع واي باك مشين.
7. ↑  حيث يُستعمل للمصابين بالصّرع.
8. ↑  انظر أيضاً: قائمة المثنيات في اللغة العربية.

## مَراجِع

### بالّلغة العَرَبِيَّة
1. 1 2  Caroli Linnæi (1753), Species Plantarum: Exhibentes plantas rite cognitas ad genera relatas (باللاتينية), vol. 2, p. 597, QID:Q21856107
2. ↑   https://inpn.mnhn.fr/espece/cd_nom/109797/tab/taxo. {{استشهاد ويب}}: |url= بحاجة لعنوان (مساعدة) والوسيط |title= غير موجود أو فارغ (من ويكي بيانات) (مساعدة)
3. ↑   https://www.techno-science.net/glossaire-definition/Basilic-plante.html#:~:text=Classification%20phylog%C3%A9n%C3%A9tique&text=Le%20basilic%20(appel%C3%A9%20%C3%A9galement%20par,comme%20plante%20aromatique%20et%20condimentaire. {{استشهاد ويب}}: |url= بحاجة لعنوان (مساعدة) والوسيط |title= غير موجود أو فارغ (من ويكي بيانات) (مساعدة)
4. ↑  [أ] مصطفى الشهابي (2003). أحمد شفيق الخطيب (المحرر). معجم الشهابي في مصطلحات العلوم الزراعية (بالعربية والإنجليزية واللاتينية) (ط. 5). بيروت: مكتبة لبنان ناشرون. ص. 95. ISBN:978-9953-10-550-5. OCLC:1158683669. QID:Q115858366.
[ب] قاموس مصطلحات الفلاحة (بالعربية والفرنسية). الجزائر العاصمة: المجلس الأعلى للغة العربية بالجزائر. 2018. ص. 57. ISBN:978-9931-681-42-7. OCLC:1100055505. QID:Q121071043.
[جـ] أرمناك ك. بديفيان (2006)، المعجم المصور لأسماء النباتات: ويشمل النباتات الاقتصادية والطبية والسامة ونباتات الزينة وأهم الحشائش والأعشاب (بالعربية واللاتينية والأرمنية والإنجليزية والفرنسية والألمانية والإيطالية والتركية)، القاهرة: مكتبة مدبولي، ص. 420، OCLC:929657095، QID:Q117464906
[د] ميشال حايك (2001)، موسوعة النباتات الطبية (بالعربية والإنجليزية والفرنسية والألمانية واللاتينية) (ط. 3)، بيروت: مكتبة لبنان ناشرون، ج. 5، ص. 65، OCLC:956983042، QID:Q118724964
[هـ] سمير إسماعيل الحلو (1999)، القاموس الجديد للنباتات الطبية: أكثر من 2000 نبات بأسمائها العربية والإنجليزية واللاتينية (بالعربية والإنجليزية واللاتينية) (ط. 1)، جدة: دار المنارة، ص. 70، OCLC:1158805225، QID:Q117357050
[و] المعجم الموحد لمصطلحات علم الأحياء، سلسلة المعاجم الموحدة (8) (بالعربية والإنجليزية والفرنسية)، تونس: مكتب تنسيق التعريب، 1993، ص. 316، OCLC:929544775، QID:Q114972534
5. 1 2 3  مجموعة المصطلحات العلمية والفنية التي أقرها المجمع (بالعربية والإنجليزية والفرنسية)، القاهرة: مجمع اللغة العربية بالقاهرة، ج. 1، ص. 437، OCLC:1034549709، QID:Q109610899
6. ↑  النباتات الطبية والعطرية والسامة في الوطن العربي (بالعربية والإنجليزية واللاتينية)، الخرطوم: المنظمة العربية للتنمية الزراعية، 1988، ص. 279 - 280، OCLC:4771219150، QID:Q126198450
7. ↑  وديع جبر (1987)، معجم النباتات الطبية (بالعربية والإنجليزية والفرنسية واللاتينية) (ط. 1)، بيروت: دار الجيل للطبع والنشر والتوزيع، ص. 455، OCLC:20296221، QID:Q125946799
8. ↑  رويحة، الدكتور امين (16 يونيو 2016). التداوي بالاعشاب. دار القلم للطباعة و النشر و التوزيع - بيروت / لبنان. مؤرشف من الأصل في 2018-07-01.
9. 1 2 3 4 5  الحسانين، يوسف. النبات الاقتصادي. ktab INC. مؤرشف من الأصل في 2019-12-20.
10. 1 2 3 4 5 6 7 8 9 10 11 12 13 14 15 16 17 18  Ambrose, Dawn C. P.; Manickavasagan, Annamalai; Naik, Ravindra (25 يوليو 2016). Leafy Medicinal Herbs: Botany, Chemistry, Postharvest Technology and Uses (بالإنجليزية). CABI. ISBN:9781780645599. Archived from the original on 21 أبريل 2017.
11. 1 2 3 4 5 6 7 8 9 10 11 12 13  "الريحان طيب الرائحة وبالغ الفائدة". alittihad.ae. مؤرشف من الأصل في 2017-08-10. اطلع عليه بتاريخ 2017-08-10.
12. 1 2 3 4 5 6 7 8 9 10 11 12 13 14 15  القحطاني، جابر بن سالم موسى (4 نوفمبر 2009). موسوعة جابر لطب الأعشاب: الجزء الثاني. العبيكان للنشر. ISBN:9789960543789. مؤرشف من الأصل في 2019-12-20.
13. 1 2 3 4 5 6  "الريحان". hawaj.khayma.com. مؤرشف من الأصل في 2017-05-15. اطلع عليه بتاريخ 2017-07-05.
14. 1 2 3 4 5 6 7 8 9 10 11 12 13 14  "تعرف على (الريحان): صفاته وفوائده". مؤرشف من الأصل في 2018-07-08. اطلع عليه بتاريخ 2017-08-10.
15. ↑  قاموس النبات والحيوان (بالعربية والفرنسية واللاتينية). الجزائر العاصمة: المجلس الأعلى للغة العربية بالجزائر. 2022. ص. 102. ISBN:978-9931-681-79-3. QID:Q118109726.
16. 1 2 3 4 5 6 7 8 9 10 11 12  أحمد عيسى (1930)، معجم أسماء النبات (بالعربية والفرنسية واللاتينية والإنجليزية) (ط. 1)، القاهرة: الهيئة العامة لشؤون المطابع الأميرية، ص. 126، OCLC:122890879، QID:Q113440369
17. ↑  مسعود، جبران (1992م). الرائد معجم لغوي عصري. دار العلم للملايين. مؤرشف من الأصل في 18 أكتوبر 2018. اطلع عليه بتاريخ 8 آب، 2017م. {{استشهاد بكتاب}}: تحقق من التاريخ في: |تاريخ الوصول= (مساعدة)
18. ↑  السيد،، المطرزى، ناصر ابن عبد؛ Muṭarrizī، Nāṣir ibn ʻAbd al-Sayyid؛ Fākhūrī، Maḥmūd؛ Mukhtār، ʻAbd al-Ḥamīd (1999). المغرب في ترتيب المعرب: معجم لغوي. مكتبة لبنان ناشرون،. مؤرشف من الأصل في 2019-12-20.
19. ↑  مجمع اللغة العربية (2004م). المعجم الوسيط. مكتبة الشروق الدولية. مؤرشف من الأصل في 23 سبتمبر 2019. اطلع عليه بتاريخ 8 آب، 2017م. {{استشهاد بكتاب}}: تحقق من التاريخ في: |تاريخ الوصول= (مساعدة)
20. 1 2 3 4 5 6 7 8 9 10 11 12 13 14 15 16  Altibbi.com. "الريحـــان.. كرمه الله في كتابه الكريم لفوائده العلاجية  | الطبي". الطبي. مؤرشف من الأصل في 2017-08-11. اطلع عليه بتاريخ 2017-08-11.
21. 1 2 3 4  "فوائد الريحان-ثقف نفسك". ثقف نفسك (بar-AR). 28 Feb 2014. Archived from the original on 2017-10-31. Retrieved 2017-08-11.{{استشهاد بخبر}}:  صيانة الاستشهاد: لغة غير مدعومة (link)
22. 1 2 3 4 5 6 7 8 9 10 11 12 13  البدري، أبو البقاء (1433هـ/2012م). نزهة الأنام في محاسن الشام. المنهل. مؤرشف من الأصل في 2 يناير 2020. اطلع عليه بتاريخ 11 آب، 2017م. {{استشهاد بكتاب}}: تحقق من التاريخ في: |تاريخ الوصول= و|تاريخ= (مساعدة)
23. ↑  وزارة التراث والثقافة. الموسوعة العمانية. (٢٠١٣). المجلد الرابع. لبنان
24. 1 2 3 4 5 6 7 8  "الريحان.. فوائده و استخداماته العلاجية المختلفة – كل يوم معلومة طبية". www.dailymedicalinfo.com. {{استشهاد ويب}}: |archive-date= requires |archive-url= (مساعدة)، الوسيط |تاريخ الوصول بحاجة لـ |مسار= (مساعدة)، والوسيط |مسار= غير موجود أو فارع (مساعدة) [بحاجة لمراجعة المصدر]
25. 1 2 3 4  Marhoon، Mohammed. "موقع هدى القرآن الإلكتروني". www.hodaalquran.com. مؤرشف من الأصل في 2017-08-10. اطلع عليه بتاريخ 2017-08-10.
26. 1 2  الملاخ، أليس. موسوعة الشؤون المنزلية. Nahdet Misr Publishing House. مؤرشف من الأصل في 2019-12-20.
27. ↑  "الريحان خفيف المحمل طيب الرائحة". alittihad.ae. مؤرشف من الأصل في 2017-08-08. اطلع عليه بتاريخ 2017-08-08.
28. ↑  Wick, R.L., Brazee, N.J., 2009. First Report of Downy Mildew Caused by a Peronospora Species on Sweet Basil (Ocimum basilicum) in Massachusetts. Plant Disease 93, 318–318.
29. ↑  Dube، S.؛ وآخرون (1989). "Antifungal, physicochemical, and insect-repelling activity of the essential oil of Ocimum basilicum". مؤرشف من الأصل في 2019-12-20. اطلع عليه بتاريخ 2009-05-30.
30. 1 2 3 4 5  "ريحان". أطيب طبخة (بar-AR). 1354782371. Archived from the original on 08 ديسمبر 2017. Retrieved 2017-08-10. {{استشهاد بخبر}}: تحقق من التاريخ في: |تاريخ= (help)صيانة الاستشهاد: لغة غير مدعومة (link)
31. 1 2  سلطان، د/ سحر (2007). الأعشاب والتوابل - القيمة الغذائية والحماية من الأمراض. مجموعة النيل العربية. ISBN:9789773770549. مؤرشف من الأصل في 2019-12-20.
32. ↑  القاسمي، خالد بن محمد مبارك (1 يناير 2008). تاريخ الحضارة الإسلامية في الأندلس. ktab INC. ISBN:9789773392437. مؤرشف من الأصل في 2020-03-28.
33. ↑  حاجي خليفة (2021). كشف الظنون عن أسامي الكتب والفنون. تحقيق: بشار عواد معروف، أكمل الدين إحسان أوغلي (ط. 1). لندن: مؤسسة الفرقان للتراث الإسلامي. ج. 3. ص. 24. ISBN:978-1-78814-528-2. LCCN:2022356946. OCLC:1295612051. OL:43757487M. QID:Q125917253 – عبر المكتبة الشاملة.
34. ↑  شيخو، رزق الله (1913م). مجاني الأدب في حدائق العرب. بيروت، لبنان: مطبعة الآباء اليسوعيين. مؤرشف من الأصل في 20 مارس 2019. اطلع عليه بتاريخ 8 آب، 2017م. {{استشهاد بكتاب}}: تحقق من التاريخ في: |تاريخ الوصول= (مساعدة)
35. 1 2  المبرد، محمد (1997م/1417هـ). الكامل في اللغة والأدب. القاهرة، مصر: دار الفكر العربي. مؤرشف من الأصل في 8 مايو 2019. اطلع عليه بتاريخ 9 آب، 2017م. {{استشهاد بكتاب}}: تحقق من التاريخ في: |تاريخ الوصول= و|تاريخ= (مساعدة)
36. 1 2  العفاني، سيد حسين (1 يناير 2000). (سكب العبرات للموت والقبر والسكرات (المجلد الأول. ktab INC. مؤرشف من الأصل في 2019-12-20.
37. ↑  زيدان/-/-، جُرجي (1 يناير 2013). تاريخ آداب اللغة العربية. ktab INC. ISBN:9789777194655. مؤرشف من الأصل في 2019-12-20.
38. ↑  سليمان، صبحي (21 يوليو 2013). أجمل الرسائل في الحكم والأمثال. ktab INC. مؤرشف من الأصل في 2017-08-11.
39. ↑  وهيب، محمد (1 يناير 2012). الحكاية الشعبية في الأردن-الزرقاء. Al Manhal. مؤرشف من الأصل في 2019-12-20.
40. ↑  "مثل المؤمن الذي يقرأ القرآن..." www.nabulsi.com. مؤرشف من الأصل في 2018-07-24. اطلع عليه بتاريخ 2017-08-10.
41. ↑  "مثل المؤمن الذي يقرأ القرآن". www.akhbarelyoum.dz (بar-dz). Archived from the original on 2018-02-23. Retrieved 2017-08-10.{{استشهاد ويب}}:  صيانة الاستشهاد: لغة غير مدعومة (link)
42. ↑  "مثل المؤمن الذي يقرأ القرآن - الكلم الطيب". www.kalemtayeb.com. مؤرشف من الأصل في 2017-10-18. اطلع عليه بتاريخ 2017-08-10.

### بلُغَات أَجنَبية
1. ↑  Katzer, Gernot. "Spice Pages:   Basil (Ocimum basilicum/sanctum/tenuiflorum/canum)". gernot-katzers-spice-pages.com (بالإنجليزية). Archived from the original on 2018-10-10. Retrieved 2017-08-08.
2. ↑  Father Kino's Herbs: Growing & Using them Today, 2011 Jacqueline A. Soule, Ph. D., Tierra del Sol Institute Press, Tucson, AZ.
3. ↑  "Online Etymology Dictionary". www.etymonline.com (بالإنجليزية). Archived from the original on 2017-08-08. Retrieved 2017-08-08.
4. ↑  "Basil ‘Red Rubin’ Seeds". www.seedaholic.com. Retrieved 5 April 2017. نسخة محفوظة 16 أغسطس 2017 على موقع واي باك مشين.
5. ↑  Raghavan, Susheela (2007). Handbook of Spices, Seasonings, and Flavorings (2nd ed.). Boca Raton, FL: CRC Press. p. 72. ISBN 9780849328428. Retrieved 8 December 2014. نسخة محفوظة 17 يونيو 2016 على موقع واي باك مشين.
6. 1 2 3  "Sweet Basil | Herb Gardening | U of I Extension". extension.illinois.edu (بالإنجليزية). Archived from the original on 2019-05-12. Retrieved 2017-08-12.
7. ↑  Hiltunen, Raimo; Holm, Yvonne (2 Sep 2003). Basil: The Genus Ocimum (بالإنجليزية). CRC Press. ISBN:9780203303771. Archived from the original on 2019-12-20.
8. ↑  Bomford، Michael (مايو 2009). "Do Tomatoes Love Basil but Hate Brussels Sprouts? Competition and Land-Use Efficiency of Popularly Recommended and Discouraged Crop Mixtures in Biointensive Agriculture Systems". Journal of Sustainable Agriculture. ج. 33 ع. 4: 396–417. DOI:10.1080/10440040902835001. مؤرشف من الأصل في 2018-11-18. اطلع عليه بتاريخ 2016-09-17.
9. ↑  Bomford، Michael (مايو 2004)، Yield, Pest Density, and Tomato Flavor Effects of Companion Planting in Garden-scale Studies Incorporating Tomato, Basil, and Brussels Sprout، West Virginia University Libraries
10. ↑  Garibaldi, A., Minuto, A., Minuto, G., Gullino, M.L., 2004. First Report of Downy Mildew on Basil (Ocimum basilicum) in Italy. Plant Disease 88, 312–312
11. ↑  Roberts, P.D., Raid, R.N., Harmon, P.F., Jordan, S.A., Palmateer, A.J., 2009. First Report of Downy Mildew Caused by a Peronospora sp. on Basil in Florida and the United States. Plant Disease 93, 199–199.
12. ↑  Maurya، Prejwltta؛ Sharma، Preeti؛ Mohan، Lalit؛ Batabyal، Lata؛ Srivastava، C.N.؛ وآخرون (2009). "Evaluation of the toxicity of different phytoextracts of Ocimum basilicum against Anopheles stephensi and Culex quinquefasciatus". Journal of Asia-Pacific Entomology. ج. 12 ع. 2: 113–115. DOI:10.1016/j.aspen.2009.02.004.
13. ↑  "41 Amazing Benefits Of Tulsi/Basil For Skin, Hair And Health – A Must Use Herb". STYLECRAZE (بالإنجليزية الأمريكية). Archived from the original on 2017-12-21. Retrieved 2017-08-11.

## وَصَلات خَارِجيَّة
- زراعة وإنتاج الريحان.
- كيف نزرع الرّيحان على اليوتيوب.
- الريحان وطرق تكاثره على اليوتيوب.
- زراعة الريحان: الانواع وطرق الإكثار والتسميد والتقليم على اليوتيوب.
- زراعة الرّيحان من البذور على اليوتيوب.
- الريحان الظفاري عبيـر أخـاذ ورائحـة عـطـرة